# Dante Grela
Dante Gerardo Grela Herrera (Rosario, 13 de agosto de 1941) es un compositor argentino (de música orquestal, de cámara, coral, vocal, pianística y electroacústica), profesor universitario e investigador, que ha expuesto sus obras en toda América.

## Formación
Grela nació en bulevar Rondeau 2015 (barrio Alberdi, en la zona norte de la ciudad de Rosario), hijo de los artistas plásticos Juan Grela (Tucumán, 1914 – Rosario, 1992) y Haydée Aid Herrera.
Se graduó en la Escuela de Música de la Universidad Nacional de Rosario, y como estudios privados aprendió música electroacústica y composición con Francisco Kröpfl e instrumentación y orquestación con Washington Castro.

## Trayectoria
- Entre 1963 y 1966 fue director coral de la Universidad Nacional de Rosario (UNR).
- Entre 1966 y 1972 fue director del ensamble de música contemporánea de la UNR.
- Entre 1967 y 1970 fue profesor de educación audioperceptiva en la Escuela de Música de la Facultad de Humanidades y Artes de la Universidad Nacional de Rosario.
- Entre 1969 y 1973 fue profesor de composición, contrapunto y armonía en la Universidad Nacional de Tucumán.
- En 1972 fue profesor de armonía en el Conservatorio de Tucumán.
- Entre 1973 y 1981 dio cursos de posgraduación en Salta.
- Entre 1974 y 1988 fue profesor de contrapunto, fuga y orquestación de la Universidad Nacional del Litoral.
- Desde 1974 es profesor de distintas cátedras en la Universidad Nacional del Litoral.
- Desde 1977 es profesor de distintas cátedras (composición, análisis musical, orquestación, acústica musical y organología) en la Universidad Nacional de Rosario.
- En 1978 y 1979 estudió en el Columbia-Princeton Electronic Music Center (centro de música electrónica de la Universidad de Columbia-Princeton, en Nueva York) gracias a una beca Fulbright.
- Entre 1979 y 1987 fue director del Ensamble de Cámara de Música Contemporánea de Rosario.
- Entre 1981 y 1985 fue presidente de la Asociación Nueva Música de Rosario.
- Entre 1984 y 1995 fue delegado de la Federación Argentina de Música Electroacústica en Santa Fe.
- Entre 1984 y 1990 fue director del Ensamble de Música Contemporánea de la Universidad Nacional del Litoral.
- Desde 1988 es profesor de acústica, armonía y música latinoamericana en el Instituto Superior de Música en Rosario.
- Desde 1992 es profesor de historia de la música del Conservatorio Provincial de Música en Pergamino.
- En 1994 obtuvo también una beca del gobierno canadiense.
- En 1994 dio un ciclo de conferencias en varias prestigiosas universidades de Canadá y Estados Unidos acerca de la música argentina.
- Desde 1998 a la actualidad es director de su Estudio de Música Electroacústica.
- Es profesor de Armonía y Acústica Musical en el Instituto Provincial del Profesorado de Música de Rosario.
- Ha obtenido muchas distinciones, entre ellas premios de numerosos organismos de Argentina.
- Escribió numerosos ensayos sobre pedagogía de la composición, el análisis y la orquestación, así como también sobre la creación musical contemporánea de Latinoamérica.
- Como compositor, sus obras han recibido distinciones en diversas oportunidades —así como numerosos estrenos— en Alemania, Argentina, Brasil, Canadá, Chile, El Salvador, España, Estados Unidos, Francia, Uruguay y Venezuela.
- Ha dado numerosas conferencias en Argentina, Brasil, Canadá, Chile, Estados Unidos y Uruguay.
- Ha sido profesor invitado en varios festivales de música contemporánea en Argentina, Brasil, Chile, El Salvador, Estados Unidos y Uruguay.
- Su producción incluye obras para instrumentos solistas, música de cámara y sinfónica, música electroacústica y composiciones mixtas (para fuentes sonoras instrumentales y sonidos electrónicos).
- En 2019 recibió el Premio Konex - Diploma al Mérito en la disciplina Mejor Compositor de la última década en la Argentina.
- En 2919 recibió la Distinción a la Trayectoria de la Academia Nacional de Bellas Artes (Buenos Aires, Argentina).
- En 2023 fue declarado ciudadano y artista distinguido por el Concejo Municipal de Rosario (Santa Fe, Argentina).

## Obras

### Música orquestal
- 1968: Música, para orquesta de cuerdas.
- 1969: Superficies.
- 1970: Estados estáticos.
- 1973: Nueve estudios.
- 1978: Estructuras.
- 1983: Colores.
- 1986: Crepuscular.
- 1995-1996: De los soles y la noche, para piano, y pequeña orquesta.
- 1996: Calidoscopio.
- 2001: Concerto para piano, percusión y orquesta de cuerdas.
- 2002: Presencias, para orquesta de cuerda.
- 1998-2002: De lejanos cantos, para orquesta sinfónica.
- 2003: Juegos imaginarios, para orquesta de cámara.
- 2003: Imaginerías, para orquesta sinfónica.
- 2005: Transmutaciones, para orquesta de cámara.

### Música de cámara
- 1963: Trío, para violín, violonchelo y piano.
- 1963: Sonatina, para clarinete y piano.
- 1964: Cuatro piezas para cuarteto de cuerdas.
- 1964: Música para clarinete, contrabajo, piano y percusión.
- 1966: Ocho piezas para flauta y percusión.
- 1966: Música para ocho instrumentos.
- 1967: Cuatro piezas para flauta; también una versión para viola.
- 1967: Quinteto para clarinete, clarinete bajo, arpa, piano y vibráfono.
- 1968: Espacios I, para ensamble.
- 1969: Sugestiones, para ensamble.
- 1970: Posibilidades, para cuarteto de cuerdas.
- 1970: Espacios II para ensamble.
- 1971: Cuarteto de cuerdas.
- 1971: Cambios para ensamble.
- 1972: Composición en memoria de Estanislão Mijalichen, para violonchelo, piano y percusión.
- 1972: Fluctuaciones para ensamble.
- 1973: Música para guitarra.
- 1975: Crepúsculos para clarinete y piano.
- 1976: Interpenetraciones para ensamble.
- 1976: Reflexiones en el tiempo, para guitarra amplificada y piano.
- 1977: Imágenes para oboe y piano.
- 1978: Cuatro piezas para violín y piano.
- 1978: Espacio-tiempo para 11 fuentes sonoras espaciales.
- 1979: Interpolaciones, para flauta, fagote, violín y contrabajo.
- 1980: Paisaje imaginario, para ensamble.
- 1982: Trío para flauta, oboe y clarinete.
- 1983: Fosforescencias, para piano y ensamble de percusión.
- 1983: Música para un espacio, para 17 fuentes sonoras espaciales.
- 1984: Estudios, para flauta clarinete, piano y percusión.
- 1984: Memorias, para flauta contralto, guitarra y percusión.
- 1985: Cánticos, para clarinete y piano.
- 1986: Constelaciones, para piano y percusión.
- 1986: ¿Y más allá…?, para flauta, clarinete, piano y percusión.
  - And beyond…?
- 1986: Música para flauta y clavecín.
- 1987: Encantamientos, para ensamble.
- 1989: Desde los mundos paralelos, para piano y ensamble, también versión para piano y cinta magnética.
- 1992: Sendero imaginario (Imaginary Path), para fagote, trombón, violonchelo y piano.
- 1997: Ecos de la lejanía, para flauta, clarinete, violín, violonchelo y piano.
- 2003: Luces y sombras, para 6 percusionistas.
- 2004: Lejanos reflejos, para doble quinteto de vientos.

### Música coral
- 1965: Ensayo, para coro mixto y ensamble de cuerdas.
- 1967: Composición sobre un libreto, para contralto solista, coro femenino y ensamble de cuerdas.
  - (Composition on a script).
- 1969: ? (llamado coloquialmente «un signo de interrogación»), para coro mixto y ensamble de cuerdas.
- 1998: Un sueño que no se entiende a sí mismo, para pequeño coro mixto.
  - (A dream that does not understand itself)
- 2001: Poems of the night, para pequeño coro mixto y ensamble de cuerdas.

### Música vocal
- 1964: Canción, para contralto, arpa y cuarteto de cuerdas.
- 1966: Canciones, para barítono, trompa, dos trompetas, trombón, tuba, piano, y platillos suspendidos.
- 1975: Pueblo, para barítono y cuarteto de cuerdas.
- 1977: Tres canciones, para barítono y orquesta de cuerdas.
- 1982: Oráculo, para contralto y ensamble de cuerdas.
- 1988: Cinco canciones, para voz baja y piano.

### Música para piano
- 1963: Nueve piezas.
- 1967: Música para piano.
- 1971: Música.
- 1974: Dueto para piano, para dos pianistas.
- 1976: Composición.
- 1994: Geometrías del atardecer.
  - (Evening geometries).
- 1994-1995: Desde el espacio y la luz.

### Música electroacústica
- 1965: Música para el film C.65 (del «Grupo» de cine de Rosario), música concreta en cinta magnetofónica, grabada en un estudio privado. Fue la primera película en 35 mm color filmada en Rosario. De carácter experimental, sin imágenes: solo color y forma. Se estrenó en el Ciclo de Cine de Cortometraje organizado por el Fondo Nacional de las Artes en la ciudad de Buenos Aires. «En Buenos Aires a la película la silbó todo el mundo», dice su creador, el cineasta Néstor Zapata.
- 1966: Música para una exposición de pop-art, música concreta grabada en cinta. Realizada en un estudio privado. Reproducida de manera continua en la galería Carrillo (en Rosario), con obras de los artistas plásticos Aldo Bortolotti, Eduardo Favario, Carlos Gatti y Juan Pablo Renzi). Mediante dos sistemas estereofónicos sincronizados logró generar cuatro canales.
- 1966: Música para teatro, música concreta incidental, grabada en estudio privado. Para tres obras de teatro breves de autores rosarinos. Se estrenó en la Biblioteca del Consejo de la Mujer, en Rosario.
- 1968: Combinaciones, para coro mixto [hablado, susurrado y empleando fonemas], 6 percusionistas y cinta magnética. Estrenado en el Museo Municipal de Bellas Artes Juan B. Castagnino de Rosario, por el Conjunto de Música Actual (de la Escuela de Música de la Universidad Nacional de Rosario, dirigido por el compositor.
- 1968: Ejercicio I, sonidos electrónicos. Realizado en el Estudio de Fonología Musical de la Universidad de Buenos Aires (UBA).
- 1972: Estudio, sonidos electrónicos. Grabado en estudio privado. El compositor utiliza por primera vez los recursos de los osciladores VCO.
- 1976: Voces, para soprano, trombón, piano, percusión y cinta magnética. Los mismos intérpretes graban las partes (minuciosamente escritas en partitura) que se reproducen a través de la cinta magnética.
- 1978: Frase, para flauta, fagot, contrabajo, piano, percusión y sonidos electrónicos. Grabado en estudio privado. Se estrenó en la sala del Museo Municipal de Arte Decorativo «Firma y Odilo Estévez» de Rosario, con la dirección del compositor.
- 1979: Glaciación, sonidos electrónicos en cinta. Grabado en el Electronic Music Center of Columbia University (centro de música electrónica de la Universidad de Columbia). Se estrenó en un ciclo de conciertos de música electroacústica en el Centro Cultural Ciudad de Buenos Aires.
- 1982: Configuraciones espaciales, sonidos electrónicos. Se estrenó en el Ciclo de Música del siglo XX, en el Centro Cultural «Bernardino Rivadavia» de Rosario.
- 1983: Composición, para flauta, clarinete, saxo tenor y sonidos electrónicos. Creación de campos sonoros «híbridos», entre las fuentes sonoras mecánico-acústicas y las electroacústicas. Se estrenó en Montreal (Canadá) dentro de un ciclo de conciertos organizado por el Estudio de Música Electroacústica de la Universidad McGill.
- 1985: Relieves, sonidos electrónicos. Exploración del principio gestáltico de «figura y fondo». Se estrenó en la Semana de la Música y los Medios Electroacústicos, en el Centro Cultural Ciudad de Buenos Aires.
- 1986: Intangibles universos para voz procesada y sonidos electrónicos. Utiliza un poema del poeta brasileño Santiago Naud. Se estrenó en la Semana de la Música y los Medios Electroacústicos, en el Centro Cultural Ciudad de Buenos Aires.
- 1989: De los mundos paralelos, para piano, flauta, clarinete, clarinete bajo, corno, trombón, violín, viola, violonchelo y percusión, hay otra versión para piano y sonidos electrónicos. Está basada en la lectura del cuento La trama celeste, del escritor argentino Adolfo Bioy Casares. El estreno de la versión para piano y sonidos electrónicos tuvo lugar en la Semana de la Música Electroacústica, en el Centro Cultural Ciudad de Buenos Aires.
- 1991: Composición, sonidos electrónicos en cinta magnética. Se estrenó en el ciclo «Cien años de música rosarina», en la sala de la Biblioteca Argentina «Dr. Juan Álvarez», en Rosario.
- 1993: Música de danza (Dance Music), para orquesta de cuerdas y cinta.
- 1993-1994: Sonoridades, guitarra y sonidos electrónicos.
- 1995-1996: Canciones del atardecer, para clarinete y sonido electrónico.
  - (Dusk Songs).
- 1997: Tiempos, para sonidos electrónicos. Se estrenó en las Jornadas de Música Electroacústica llevadas a cabo en la sala del Instituto Goethe, en Córdoba (Argentina).
- 2002: Mixturas, para clarinete, saxo alto, violín y cinta. Se estrenó en el Ciclo de Conciertos de Cámara organizado por la Orquesta Sinfónica de Bilbao (España) y la Asociación Musical Kuraia.
- 2005: Caminos, espacios.... Se estrenó en el Concierto de Música de Electroacústica de Compositores Rosarinos en la sala del Parque de España de Rosario.
- 2006: Síncresis. Se estrenó en la Semana Nacional de los Medios y la Música Electroacústica realizada en la sala del Parque de España (Rosario).

### Multimedios
- 1970: Faena, para voces, instrumentos de libre elección, cinta magnética y luces, sobre un poema del poeta argentino Rodolfo Alonso.

### Discografía
- 1981: Glaciación, Asociación Nueva Música, 1981.
- 1987: Glaciación, Consejo Argentino de Música, 1987.
- 1991: De los mundos paralelos (versión en cinta), Asociación Nueva Música, 1991.
- 1995: Del espacio y la luz (fragmento), Fondo Nacional de las Artes, 1995.
- 1999: Trío, Ensamble Rosario, 1999.
- 2004: Caleidoscopio (Orquesta Sinfónica Provincial de Santa Fe, Secretaría de Extensión Universitaria de la Universidad Nacional del Litoral, Santa Fe, Argentina).
- 2004: Juegos imaginarios (Ensamble Rosario).